# Iwan Dmitrijewitsch Jakuschkin

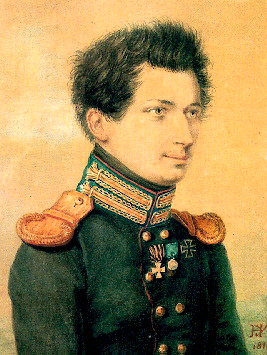
Nikolai Iwanowitsch Utkin 1816:
Iwan Dmitrijewitsch Jakuschkin

Iwan Dmitrijewitsch Jakuschkin (russisch Иван Дмитриевич Якушкин, wiss. Transliteration Ivan Dmitrievič Jakuškin; * 29. Dezember 1793jul. / 9. Januar 1794greg. im Dorf Schukowo, Landkreis Wjasma, Gouvernement Smolensk; † 11. Augustjul. / 23. August 1857greg. in Moskau) war ein russischer Hauptmann und Dekabrist aus dem russischen Adelsgeschlecht der Jakuschkins.

## Leben

### Student
Iwan, der Sohn des Smolensker Gutsbesitzers Titularrat Dmitri Andrejewitsch Jakuschkin († 1826) und seiner Ehefrau Praskowja Filagrijewna Stankiewicz († 1827), wurde im Internat eines adligen Verwandten im Dorf Kasulino erzogen. Dort befreundete er sich mit Alexander Gribojedow. 1808 studierte Jakuschkin an der Philosophischen Fakultät der Universität Moskau; er hörte bis 1811 bei Alexei Mersljakow Russische Literatur und bei Michail Katschenowski Russische Geschichte.

### Hauptmann
1811 trat Iwan Jakuschkin in das Semjonowskoje-Leibgarderegiment ein. 1812–1814 nahm er an den Schlachten des Vaterländischen Krieges teil. Nach der Schlacht bei Borodino erhielt er das Kreuz des Heiligen Georg und wurde am 18. Dezember 1812 Fähnrich. 1813 nahm er an den Kämpfen bei Lützen, Bautzen, Kulm und Leipzig teil. Dafür erhielt der Kämpfer noch zwei Orden. 1814 focht er bei Paris. Am 13. Januar 1816 wurde er Leutnant und am 1. Februar 1818 Hauptmann. Nach der Heimkehr lebte er als Pensionär auf seinem Gut in Schukowo. Iwan Jakuschkin heiratete am 5. November 1822 die fünfzehnjährige Anastassija Wassiljewna Scheremetewa. Das Paar bekam zwei Söhne – Wjatscheslaw (16. September 1823 bis 1861) und Jewgeni (22. Januar 1826 bis 27. April 1905).

### Dekabrist

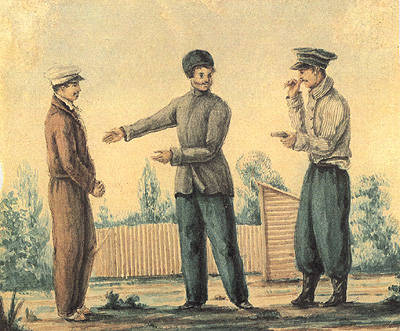
Nikolai Petrowitsch Repin um 1829: Iwan Jakuschkin, Pawel Bobrischtschew-Puschkin und Michael Küchelbecker im Hof des Ostrog Tschita.

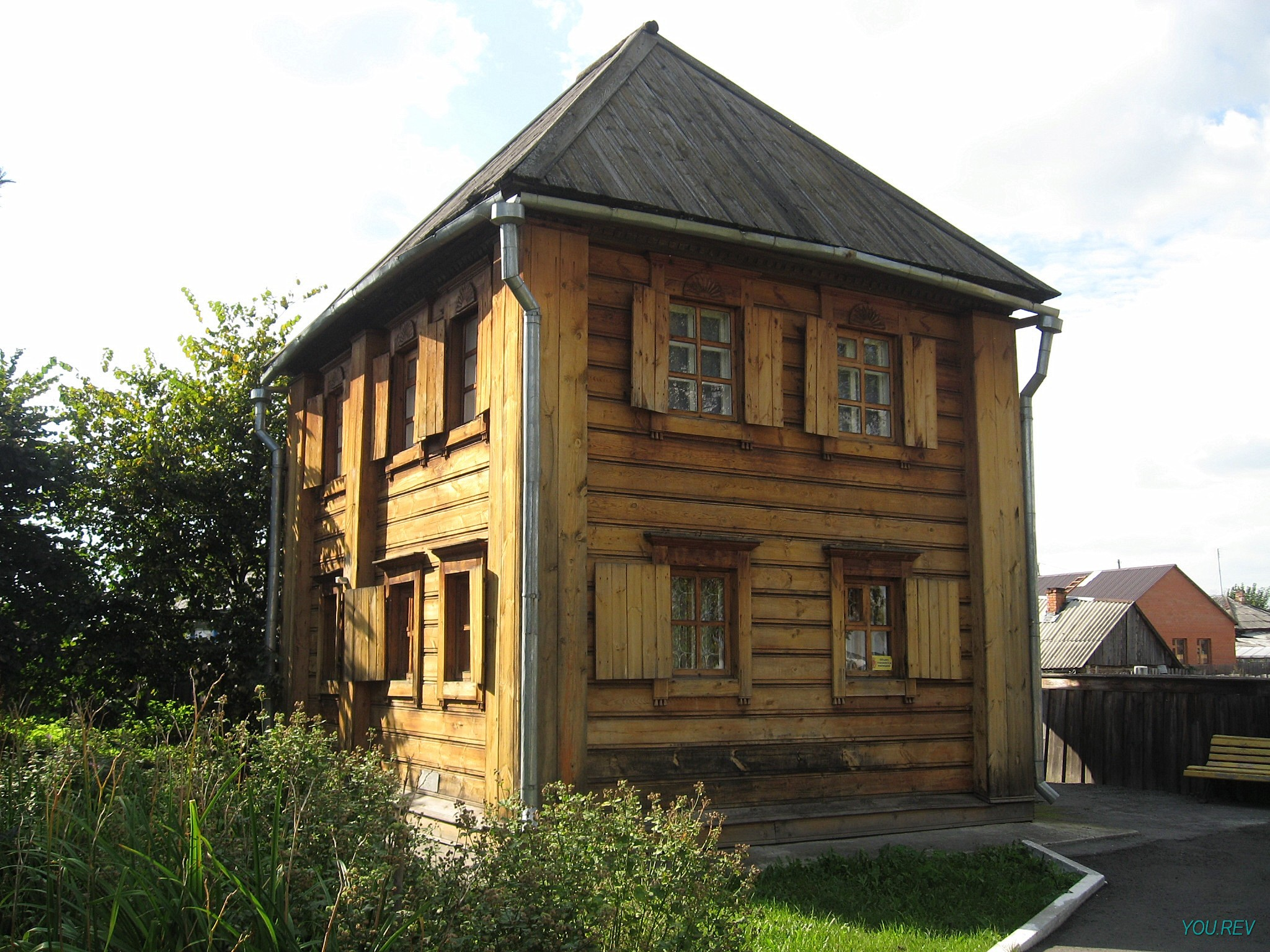
Iwan Jakuschkins Haus in Jalutorowsk

1816 gehörte Iwan Jakuschkin zu den Gründern des Rettungsbundes – des ersten dekabristischen Geheimbundes. 1818 war Iwan Jakuschkin Mitglied des Wohlfahrtsbundes. Er bereitete hernach die Erhebung der Dekabristen mit vor.
Iwan Jakuschkin wollte seine zweihundert Schukowoer Bauern aus der Leibeigenschaft entlassen. Sein Onkel hielt den Neffen daraufhin für geistesgestört.
Am 9. Januar 1826 wurde Iwan Jakuschkin in Moskau verhaftet und am 14. Januar in der Peter-und-Paul-Festung eingekerkert. Am 10. Juli 1826 wurde er zu zwanzig Jahren Zwangsarbeit verurteilt. Die Strafe wurde am 22. August auf fünfzehn Jahre reduziert. Von Fort Kotka aus wurde er am 6. Oktober 1827 nach Sibirien verbracht. Unterwegs begegnete er am 15. Oktober in Jaroslawl seiner Frau. Am 24. Dezember kam Iwan Jakuschkin im Ostrog Tschita an und im Sommer 1830 musste er in die Katorga Peter-Hütte marschieren. Die Zuchthausstrafe wurde am 8. November 1832 auf zehn Jahre herabgesetzt. Im Frühsommer 1836 hatte die Haft ein Ende. Iwan Jakuschkin wurde im westsibirischen Oblast Tjumen in Jalutorowsk zwangsangesiedelt. Er kam dort am 16. September an. Gemeinsam mit dem Geistlichen Stefan Jakowlewitsch Snamenski gründete er zwei Lancasterschulen – 1842 eine für Knaben und 1846, im Todesjahr seiner Gattin, eine für Mädchen. Er experimentierte mit meteorologischer Gerätetechnik und stieß dabei auf den Widerstand der abergläubischen Bauern.
1854 ging Iwan Jakuschkin, an Skorbut, Hämorrhoiden und Rheumatismus leidend, zwecks Heilbehandlung freiwillig nach Transbaikalien direkt an das Ostufer des Baikal zurück. Ihm war eine Badekur in Gorjatschinsk gestattet worden. Bei der Gelegenheit besuchte er auf der Rückreise seinen alten Freund Fürst Sergei Trubezkoi in Irkutsk. Nach der Amnestie vom 26. August 1856 wohnte er zunächst nach seiner Rückkehr in Jalutorowsk bei der Witwe Natalja Fonwisina.
Iwan Jakuschkins Sohn Wjatscheslaw, ein Ingenieur in Moskau, bekam bei den Moskauer Behörden Schwierigkeiten, als er für den kranken Vater eine Aufenthaltserlaubnis direkt in der Stadt bekommen wollte. Zuletzt lebte der Vater in der Nähe des Sohnes.
Iwan Jakuschkin wurde auf dem Moskauer Friedhof Pjatnizkoje beerdigt.

## Auszeichnungen
- Kreuz des Heiligen Georg[4] Nr. 16698
- Orden der Heiligen Anna

Ausland
- Preußen: Kulmer Kreuz

## Erinnerungen
Iwan Jakuschkins Memoiren erschienen
in deutscher Sprache:
- um 1900 bei J. Ladyschnikow in Berlin[5]
- Memoiren von I. D. Jakuschkin, S. 23–214 in Adda Goldschmidt (Bearb.): Aus der Dekabristenzeit. Erinnerungen hoher russischer Offiziere (Jakuschkin, Obolenski, Wolkonski) von der Militär-Revolution des Jahres 1825. Gutenberg-Verlag Dr. Ernst Schultze, Hamburg 1907. (Bibliothek wertvoller Memoiren 3) 382 Seiten online lesen (Eintrag im WorldCat)

in russischer Sprache:
- 1862 in London[6]
- 1874 Nachdruck bei Erazm Łukasz Kasprowicz[7]   in Leipzig[8]
- 1951 in Moskau[9]